# Iulian Tameș
Iulian Tameș (Mizil, 6 dicembre 1978) è un ex calciatore rumeno, di ruolo centrocampista.

## Palmarès

### Club

#### Competizioni nazionali
- Campionato rumeno: 3

Dinamo Bucarest: 2001-2002, 2003-2004, 2006-2007
- Coppa di Romania: 5

Dinamo Bucarest: 2000-2001, 2002-2003, 2003-2004, 2004-2005, 2011-2012